# Colin McRae Rally 3
Colin McRae Rally 3 ist ein Rennspiel von Codemasters. Es ist der dritte Teil innerhalb der Colin McRae Rally Spieleserie. Es erschien 2002 für PlayStation 2 und Xbox. 2003 erfolgte eine Fassung für Microsoft Windows. Der Vorgänger hieß Colin McRae Rally 2.0 und mit Colin McRae Rally 04 existiert ein direkter Nachfolger.

## Entwicklung
Im Vergleich zum Vorgänger entfiel der Netzwerkmodus, da die Xbox-Fassung für die Konvertierung für PC herangezogen wurde und lizenzrechtliche Beschränkungen dies verhinderten. Zudem war die PC-Portierung bereits verspätet und überschnitt sich ungewollt mit der Ankündigung des Nachfolgers für Konsolen. Der Arcade-Modus entfiel, da das neue Schadensmodell zu rechenintensiv für mehrere Fahrzeuge gleichzeitig auf der Strecke war.

## Fahrzeuge
| Allrad - Ford Focus RS WRC '02 - Mitsubishi Lancer Evolution VII - Subaru Impreza WRX | Frontantrieb - Citroën Xsara - Citroën Saxo - MG ZR - Ford Puma Rally1 - Fiat Punto | Gruppe B - Lancia Rally 037 Evo II - MG Metro 6R4 - Ford RS200 |

## Rezeption
PC Games kritisierte die eintönigen Streckeneinfassungen sowie, dass Spielmodi und Netzwerkspiel fehlten genauso wie umwälzende Verbesserungen im Vergleich zum Vorgänger. PC Action bemerkte, dass es sich nicht um einen Meilenstein handele, wobei Grafik und Fahrmodell erstklassig seien. M! Games lobte die präzise Steuerung sowie das fordernde Streckendesign und die Wettereffekte. Die Bildrate sei dabei auf den Konsolen stets stabil, wobei nur zu spät erscheinende Objekte störend wirken.